# Minerale argiloase

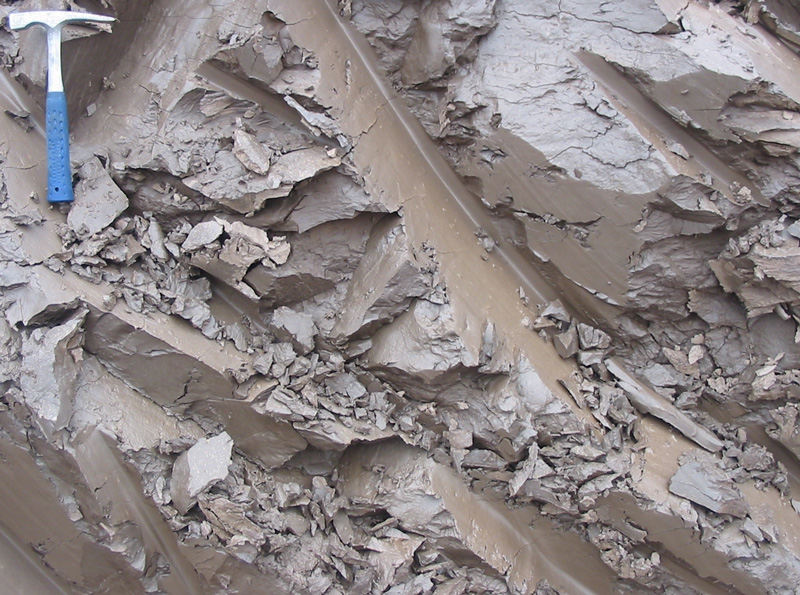
Argilă cuaternară din Estonia

Minerale argiloase sunt denumite hidroxid-silicații de aluminiu, asociați cu apă, care conțin cantități mici de magneziu, fier, sodiu, potasiu și calciu. Sunt minerale cu granulație fină (sub 2 µm). Cea mai mare parte din mineralele argiloase aparțin la silicați, mai precis la filosilicați, la care grupările tetraedrice de SiO4 sunt așezate în straturi.
Ele iau naștere prin procese de degradare suferite de silicați la suprafața scoarței pământului sau prin procese de diageneză (sedimente supuse la presiuni și temperaturi ridicate). 
Bogate în minerale argiloase sunt argila, bentonitul, lutul (folosit în olărit), nisipul, argile ce conțin calcar, din mlaștini, smârcuri.

## Exemple de minerale argiloase
- Allophan Al2[SiO5]&O3 · n H2O,
- Caolinit Al4[(OH)8|Si4O10],
- Halloysit Al4[(OH)8|Si4O10] · 2 H2O,
- Montmorillonit (Smectit) (Al,Mg,Fe)2[(OH2|(Si,Al)4O10] · Na0,33(H2O)4,
- Vermiculit Mg2(Al,Fe,Mg)[(OH2|(Si,Al)4O10] · Mg0,35(H2O)4

## Utilizări
Argila este folosită în mod deosebit în industria ceramicii, faianței, în olărit, în fabricarea țiglei și cărămidei pentru construcții, sau în operele de artă.
Amestecat cu calcar este folosit în industria pentru producerea cimentului.
Prin caracterul său adsorbant (schimb ionic) se folosește la epurarea apei, sau ca decolorant.
Caolinul este folosit în industria ceramicei a porțelanului, sau pentru apretarea hârtiei.
Datorită structurii poroase este folosit ca termoizolant în construcții, sau pentru etanșare (clay) , la fel ca și produse farmaceutice, sau ca și catalizatori.
- Clay -- sau plastilină industrială -- este un material utilizat la formarea modelelor.

Utilizarea plastilinei este metoda cea mai cautată, cea mai practică și cel mai ușor de prelucrat în studiul design-ului din domeniul autoturismelor.

## Compoziție și utilizare
Clay-ul este o masă de modelare pe baza de ceară, având în compoziția sa sulf.  Majoritatea sortimentelor de clay sunt maro deschis, ușurând citirea formelor de către designer. 
Lansarea pe piață a unui nou model de autoturism presupune un proces îndelungat care are la bază realizarea de schițe, modele computerizate și miniaturi din clay ale produsului final.  Aceste metode creează o imagine cât posibil de precisă privind mărimea și forma posibilă ale modelului.  
Designer-ul are posibilitatea de a aplica ideele sale la modelare.  Modelele pot avea orice scară a dimensiunii raportată la modelul real, dar cele mai uzual folosite dimensiuni sunt de 1:1 sau 1:4.  Rama modelelor este realizată din lemn sau fier pe care se așază o placă de polystyrol, deasupra fiind întins clay-ul.

## Producător
Cel mai cunoscut producător de plastilină din Europa este firma inventatorului Franz Kolb.
- Descrierea produsului, Kolb Technology Arhivat în 29 septembrie 2007, la Wayback Machine.